# Quiet Dell
Quiet Dell è una comunità non incorporata statunitense della Contea di Harrison nello stato della Virginia Occidentale. Essa si trova all'incrocio della Strada interstatale 79 e la West Virginia Route n. 20, 5 km a sud-est di Clarksburg.

## Monumenti e luoghi d'interesse
La Quiet Dell School è stata inserita nel Registro Nazionale dei luoghi storici nel 2001.